# جياني بيلا
جياني بيلا (بالإيطالية: Gianni Bella)‏ هو عازف قيثارة ومغني وملحن ومغن مؤلف إيطالي، ولد في 14 مارس 1946 في قطانية في إيطاليا.

## وصلات خارجية
- جياني بيلا على موقع IMDb (الإنجليزية)
- جياني بيلا على موقع ميوزك برينز (الإنجليزية)
- جياني بيلا على موقع أول ميوزيك (الإنجليزية)
- جياني بيلا على موقع ديسكوغز (الإنجليزية)
- جياني بيلا على موقع قاعدة بيانات الفيلم (الإنجليزية)